# Hartmut Kollakowsky
Hartmut Kollakowsky, auch Hartmut Kollakowski, (* 1944 in Wesermünde; † 24. Juli 2003 in Bremerhaven) war ein deutscher Schauspieler.

## Leben
Kollakowsky ging in den frühen Jahren seines Arbeitslebens zunächst Tätigkeiten als Möbeltischler und Seemann nach. Im Laufe seiner Karriere trat er als Theaterschauspieler am Ernst Deutsch Theater oder dem Deutschen Schauspielhaus in Erscheinung. Zudem spielte er in zahlreichen TV-Serien. Ferner hatte er unter der Regie von Peter Zadek im TV-Film Der Pott von 1971 eine Rolle und wurde einem breiten Publikum insbesondere durch seine Verkörperung eines grauen Herrn in der Michael-Ende-Buchverfilmung Momo bekannt. Seinen letzten öffentlichen Auftritt als Schauspieler hatte Kollakowsky 1995 am Ernst Deutsch Theater als Angeklagter Nummer 11 in dem Stück Die Ermittlung von Peter Weiss. 2002 war er überraschend in einer Folge der Hörspielreihe TKKG zu hören. Er verstarb am 24. Juli 2003 in seiner Geburtsstadt Bremerhaven.

## Filmografie
- 1971: Der Pott
- 1972: Sonderdezernat K1, Folge: Vorsicht Schutzengel
- 1976: Schaurige Geschichten, Folge: Der Traum vom Fliegen
- 1979: St. Pauli Landungsbrücken, Folge: Eine ganz normale Ausbildung
- 1980: Achtung Zoll!
- 1982: Unheimliche Geschichten (Fernsehserie), Folge 11: Der eingemauerte Schrei
- 1985–1987: Tatort
  - Folge: Irren ist tödlich (1985)
  - Folge: Spiel mit dem Feuer (1987)
- 1986: Finkenwerder Geschichten
- 1986: Die Schwarzwaldklinik, Folge: Prost, Herr Professor!
- 1986: Momo
- 1987–1989: Derrick
  - Folge: Die Kälte des Lebens (1989)
  - Folge: Die Nacht des Jaguars (1987)
- 1988–1994: Die Männer vom K3
  - Folge: Familienfehde (1988)
  - Folge: Ein ganz alltäglicher Fall (1992)
  - Folge: Ende eines Schürzenjägers (1994)
- 1989–1991: Großstadtrevier
  - Folge: Gelegenheit macht Diebe (1991)
  - Folge: Geiselnahme (1989)
- 1991: Leonie Löwenherz
  - Folge: Laurenz muss ins Krankenhaus